# Seleção sexual em angiospermas
A seleção sexual é a seleção natural que surge pela preferência de um sexo por certas características em indivíduos do sexo oposto. Trata-se de um conceito comum na evolução dos animais, mas, no caso das plantas, frequentemente é negligenciado, pois muitas são hermafroditas. As angiospermas (plantas com flores) possuem diversas características influenciadas pela seleção sexual. Por exemplo, a simetria das flores, a produção de néctar, a estrutura floral e as inflorescências estão entre as características sexuais secundárias afetadas por esse processo. Diferenças sexuais e órgãos reprodutivos também podem ser moldados pela seleção sexual.

## Mecanismos da seleção sexual
Existem dois principais mecanismos de seleção sexual em angiospermas: a competição intra-sexual e a escolha de parceiros pelas fêmeas. A seleção intra-sexual é responsável por grande parte da evolução e diversificação floral. Com o auxílio de polinizadores, esse tipo de seleção também resultou em exemplos notáveis de características exageradas em plantas hermafroditas. Da mesma forma, o dimorfismo sexual provavelmente desempenhou um papel na evolução de diferenças sexuais nas características florais de plantas dioicas e, possivelmente, na evolução de dimorfismos sexuais secundários devido a correlações genéticas com traços florais. A seleção sexual por meio da escolha da fêmea é um conceito talvez mais desafiador de aplicar às plantas. Há evidências de que as fêmeas (ou a função feminina em hermafroditas) exercem escolhas, especialmente durante a fertilização. Esses dois mecanismos são as forças principais que impulsionam a seleção sexual em plantas com flores.

## Simetria e estrutura

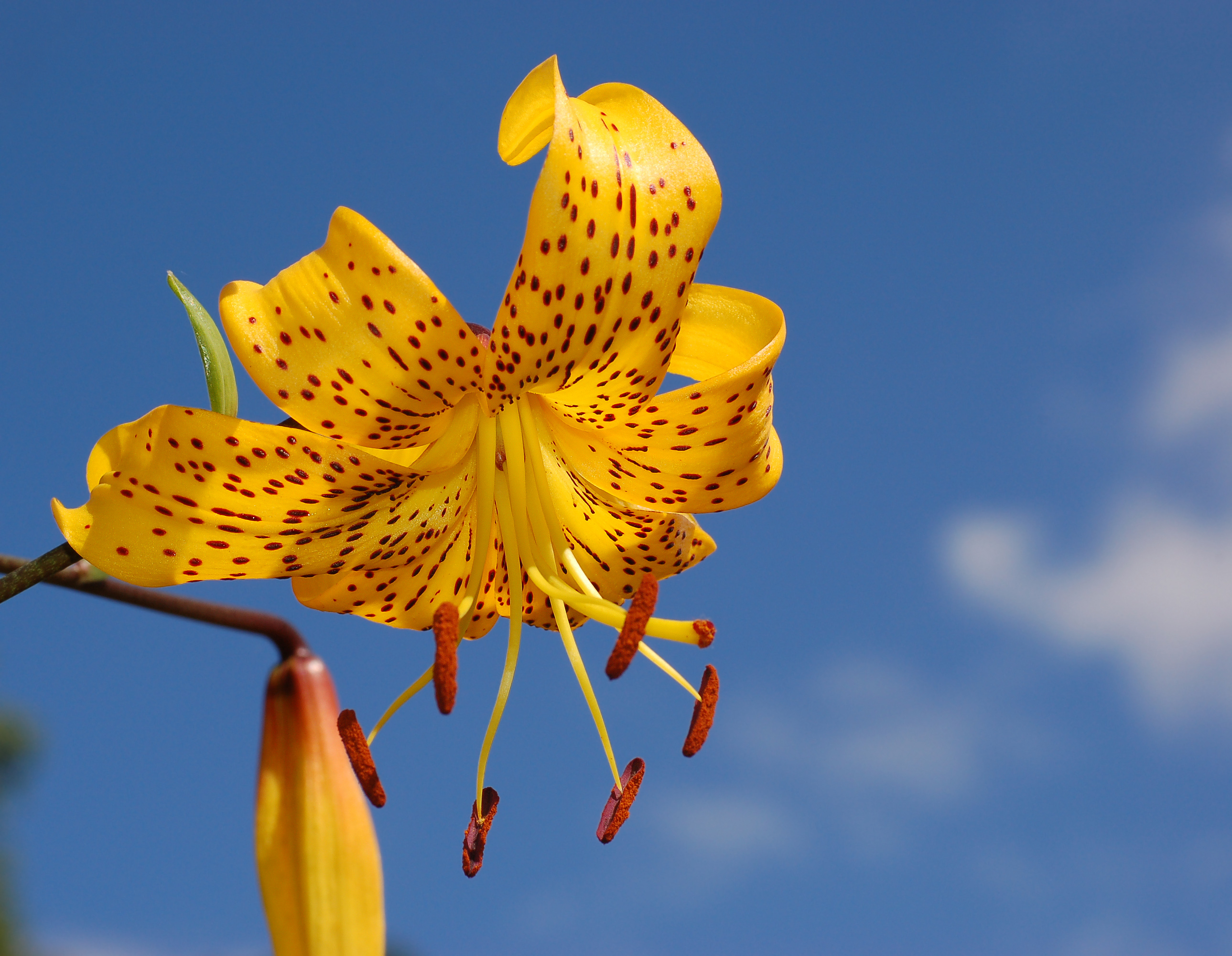
Estrutura floral da flor Citronella

A simetria floral é frequentemente influenciada pela seleção sexual. As características das flores estão sujeitas a uma forte seleção direcional por parte dos polinizadores, o que pode perturbar a  homeostase do desenvolvimento e levar a altos graus de assimetria flutuante. Essa assimetria em traços florais pode resultar em seleção sexual nas plantas se os polinizadores visitarem flores simétricas de maneira preferencial. Diversos estudos demonstraram que polinizadores tendem a visitar padrões florais mais simétricos, e há várias razões possíveis para essa preferência. Primeiro, ela pode surgir de um reforço positivo: os polinizadores podem aprender, por experiência, que flores assimétricas oferecem recompensas menores do que as simétricas. Segundo, polinizadores com vieses sensoriais podem estar predispostos a escolher flores simétricas. Essa preferência pode levar a flores simétricas sendo fertilizadas com maior frequência, o que aumenta a produção de sementes e resulta em mais descendentes com flores simétricas e atraentes.

## Dimorfismos sexuais
Há inúmeros exemplos de dimorfismos sexuais em plantas com flores. Essas diferenças incluem o aborto de botões, o tamanho das flores, o número de flores por planta, a longevidade floral, o conteúdo nutricional das flores, a produção de néctar, a fenologia e periodicidade da floração, os aromas florais, a defesa contra herbivoria e várias características das inflorescências, como o número total de flores, o tamanho da exibição diária e a arquitetura da inflorescência. Em espécies  polinizadas por animais, essas diferenças afetam a visitação dos polinizadores, a competição por parceiros e a evolução dos dimorfismos sexuais. No entanto, há limitações em espécies polinizadas por animais, pois uma divergência excessiva pode interferir no sucesso do acasalamento se os polinizadores forem mais atraídos por um sexo do que pelo outro ou se os sexos atraírem polinizadores diferentes. Essas restrições não se aplicam a plantas polinizadas pelo vento, onde os requisitos biofísicos contrastantes para a dispersão e captura de pólen resultaram em casos marcantes de dimorfismo sexual na arquitetura e produção de flores em algumas espécies. A seguir, estão alguns exemplos específicos de dimorfismos sexuais em plantas com flores.

### Inflorescências

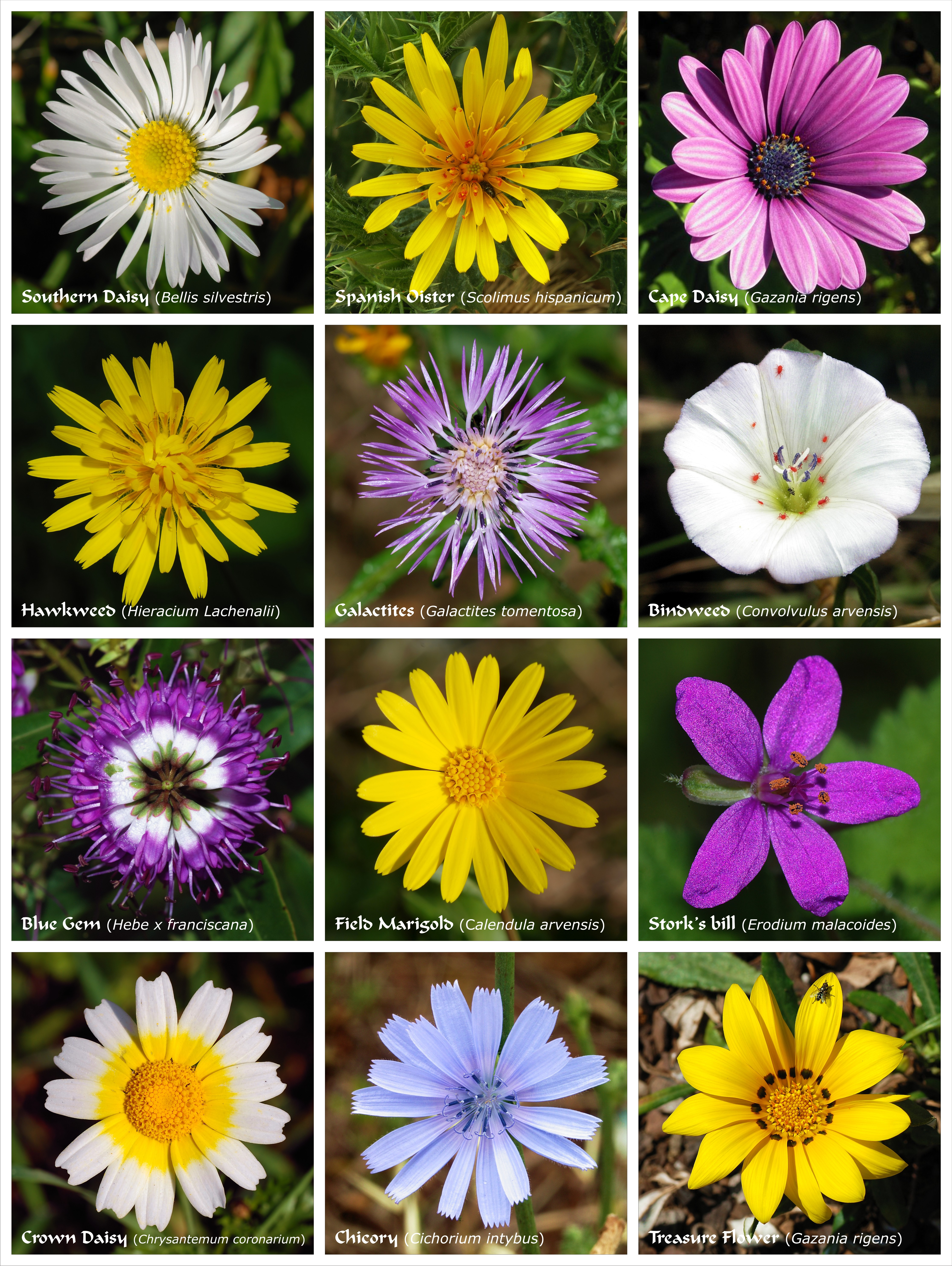
Diferenças na inflorescência e corola

As inflorescências podem ser influenciadas pela seleção sexual de várias maneiras, geralmente envolvendo arranjo, número e tamanho. Por exemplo, as inflorescências masculinas em plantas frequentemente produzem mais flores do que as femininas. Além disso, a exportação de pólen e, consequentemente, a paternidade, muitas vezes aumentam com o número de flores, mesmo em plantas com flores hermafroditas. A retenção de flores mais velhas sem recompensas para polinizadores pode aumentar a taxa de visitação e a remoção de pólen. Estudos sugerem que houve seleção para um maior transporte de pólen, alcançado por inflorescências maiores, e parece provável que a competição entre machos seja comumente parte dessa pressão seletiva.

### Corola
As corolas, ou pétalas das flores, também são alvo da seleção sexual. Características como cor, forma, tamanho e simetria frequentemente enfrentam pressões seletivas. Um exemplo é que flores masculinas são, em algumas espécies, maiores que as femininas. Embora isso provavelmente seja resultado de mecanismos de alocação de recursos, é improvável que a alocação de recursos baseada no menor custo do androceu em comparação ao gineceu, levando a maior investimento na corola nos machos, explique completamente as diferenças de tamanho. Algum aumento na corola pode surgir por seleção em caracteres correlacionados, como a produção de pólen. No entanto, é provável que a competição entre machos contribua diretamente para a evolução de corolas masculinas grandes, especialmente onde a disponibilidade de pólen não é um fator limitante.

### Produção de néctar

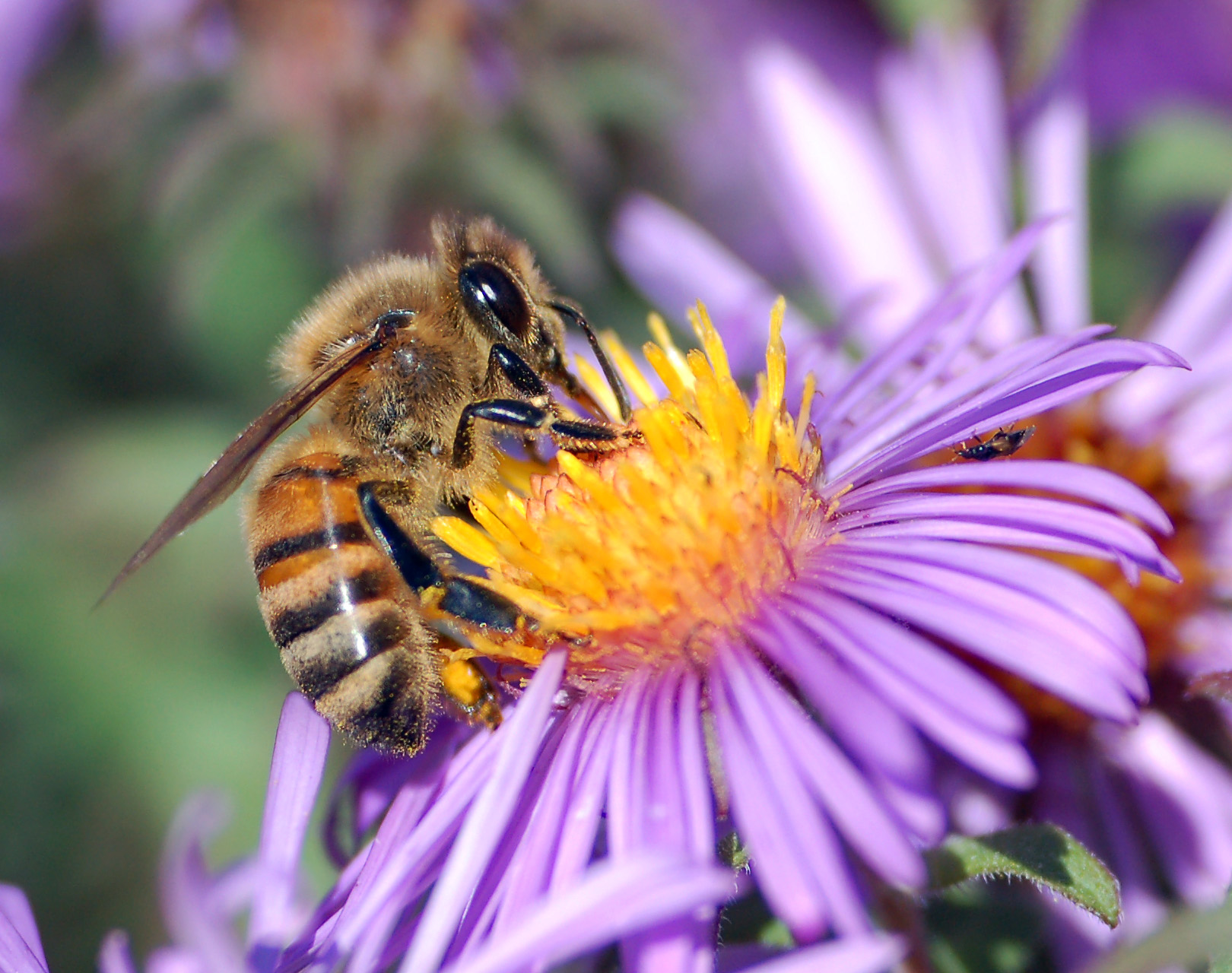
Abelha-europeia extraindo néctar

Sistema reprodutivo feminino e masculino

A maioria das flores de angiospermas produz néctar. A produção de néctar (concentração de açúcar, quantidade, sincrinia em relação às fases de gênero floral) varia em cada planta com flores que o produz, sendo influenciada por diversas forças seletivas. Não há uma única força evolutiva que determine a produção de néctar, mas acredita-se que a seleção sexual desempenhe um papel significativo. Estudos sustentam a ideia de que a seleção sexual é uma explicação provável para pelo menos algumas espécies com produção de néctar influenciada pelo gênero. Por exemplo, a expressão de néctar enviesada por gênero frequentemente acompanha uma expressão semelhante de outras características florais. Um caso específico vem das flores de Impatiens capensis, que mostram maior longevidade na fase masculina, mais recompensadora. Em outras espécies, as pétalas podem murchar visivelmente durante a fase feminina menos recompensadora ou mudar de cor ao passar para essa fase. Mais evidências da seleção sexual na produção de néctar dependem de comportamentos específicos dos polinizadores. Se a seleção sexual mantém a produção de néctar enviesada por gênero, os polinizadores devem distinguir entre flores das fases masculina e feminina, visitando preferencialmente as da fase mais recompensadora. Em espécies com polinizadores discriminatórios, maiores recompensas podem aumentar o sucesso no acasalamento, permitindo que o néctar seja um traço sexualmente selecionado.

## Órgãos reprodutivos
Os estames, coletivamente conhecidos como androceu, frequentemente enfrentam pressões da seleção sexual. Isso é particularmente evidente na produção de pólen, onde podem existir várias fontes de seleção sexual na forma como o pólen é apresentado aos vetores de polinização. Como o pólen é embalado em unidades que garantem que vários grãos viajem juntos (como em polínias, poliedros, fios de viscin, etc.), os doadores de pólen podem monopolizar estigmas e os óvulos associados, bloqueando o acesso de outros machos, a menos que a seleção também favoreça o aumento compensatório do estigma. Além disso, quando a germinação do pólen depende de um número mínimo de grãos para superar a inibição estigmática — um mecanismo que intensifica a competição masculina —, pode haver seleção para unidades maiores de dispersão de pólen ou outros mecanismos de liberação. Se as visitas dos polinizadores forem raras, há seleção para embalar o pólen de modo que todo ele seja removido em uma única visita. Quando visitas repetidas são comuns, pode haver seleção para diferentes padrões temporais de apresentação do pólen e métodos de liberação. A variação no comprimento dos estames, tanto dentro quanto entre flores, influencia a dispersão do pólen e o potencial sucesso reprodutivo masculino. Aumentar a oportunidade de paternidade distribuindo pólen entre polinizadores pode seguir caminhos diferentes em sistemas distintos, e qualquer dessas possibilidades pode ser vista no contexto da seleção sexual. O gineceu também é afetado pela seleção sexual. Todas as partes, desde os ovários, estilos, estigma e carpelos, podem enfrentar essas pressões. Na embalagem dos óvulos, a intensidade da competição por pólen depende, em parte, da relação entre o número de grãos de pólen e o número de óvulos. Embora muitos fatores possam determinar o número de óvulos, uma maneira de as fêmeas aumentarem a competição por pólen é reduzir o número de óvulos enquanto mantêm o tamanho do estigma. A evolução da sincarpia funcional (sem outras mudanças associadas) presumivelmente aumenta simultaneamente o número de óvulos acessíveis a partir de um estigma, diminuindo a intensidade da competição por pólen, e concentra a deposição de pólen em um único estigma, aumentando essa competição. Aumentos adicionais na competição por pólen poderiam ocorrer por maior entrega de pólen (via mudança de polinizador, maior atratividade do display floral ou recompensas), redução no número de óvulos ou tamanho do estigma, alterações nos padrões temporais de receptividade do estigma ou mudanças no ambiente competitivo do carpelo.